# Глюкозо-6-фосфат
Глюкозо-6-фосфат (также известный как эфир Робисона) — фосфорилированная глюкоза. Химическое вещество, относящееся к классу фосфосахаров, подклассу фосфогексоз (фосфорилированных гексоз). Является продуктом первой реакции в цепи гликолиза — гексокиназной реакции и субстратом для фермента, катализирующего следующую реакцию — глюкозо-6-фосфатдегидрогеназы.

## Образование

### Из глюкозы
Внутри клеток глюкозо-6-фосфат образуется путём фосфорилирования глюкозы в положении 6. Катализатором реакции в большинстве случаев является фермент гексокиназа; в некоторых случаях, например, в клетках печени высших млекопитающих — глюкокиназа. Во время реакции потребляется одна молекула АТФ.
| D-Глюкоза | Гексокиназа         | Гексокиназа | α-D-Глюкозо-6-фосфат |
|           |                     |             |                      |
| АТФ       | АДФ                 |             |                      |
|           |                     |             |                      |
| PO3- 4    | H2O                 |             |                      |
|           |                     |             |                      |
|           | Глюкозо-6-фосфатаза |             |                      |

### Из гликогена
Глюкозо-6-фосфат также образуется во время гликогенолиза из глюкозо-1-фосфата при помощи фермента фосфоглюкомутазы.

## Гликолиз
Глюкозо-6-фосфат также участвует в подготовительном этапе гликолиза.
| α-D-Глюкозо-6-фосфат | Фосфоглюкоизомераза | Фосфоглюкоизомераза | β-D-Фруктозо-6-фосфат |
|                      |                     |                     |                       |
|                      |                     |                     |                       |
|                      |                     |                     |                       |
|                      |                     |                     |                       |
|                      |                     |                     |                       |
|                      | Фосфоглюкоизомераза |                     |                       |

Эта реакция превращает глюкозо-6-фосфат в фруктозо-6-фосфат для последующего фосфорилирования в фруктозо-1,6-бисфосфат.